# Sinagoga caraita di Kiev

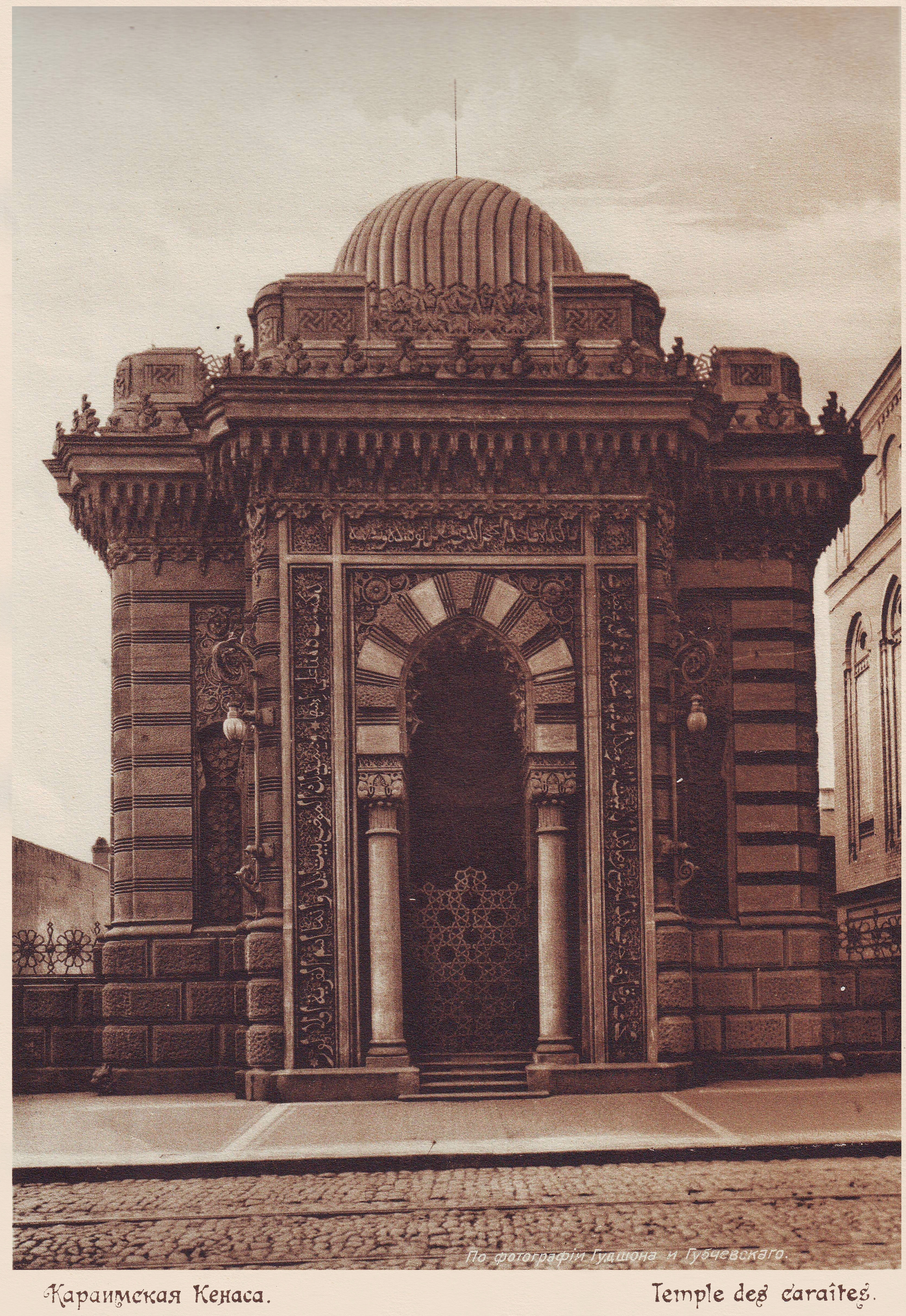
La sinagoga in una foto del 1910

La sinagoga caraita di Kiev, costruita tra il 1898 e il 1902 in stile neomoresco, è una delle quattro sinagoghe monumentali di Kiev in Ucraina. Dismessa dal 1926 per ordine delle autorità sovietiche, è l'unica a non poter essere stata restituita alla proprietà della comunità originaria di appartenenza, oggi non più presente a Kiev. È sede della Casa Ucraina degli Attori.

## Storia
La sinagoga fu edificata nel 1898-1902 su progetto del famoso architetto Vladislav Gorodetsky, autore di altre importanti opere monumentali a Kiev mentre le decorazioni a stucco sono opera dell'architetto italiano Elia Sala. I fondi necessari per la costruzione vennero dal magnate del tabacco Solomon Kohen che era allora il presidente della comunità caraita di Kiev.
Gorodetsky ideò un edificio neomoresco, secondo una moda allora diffusa nella costruzione delle sinagoghe del tempo, ma dandone un'interpretazione molto originale con una stretta facciata quasi interamente occupata dal monumentale portale di ingresso ad un unico grande arco moresco sormontato da una piccola cupola.

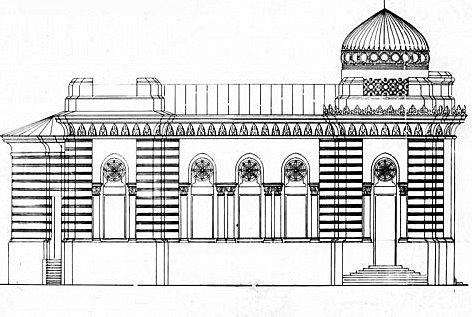
Il piano di costruzione
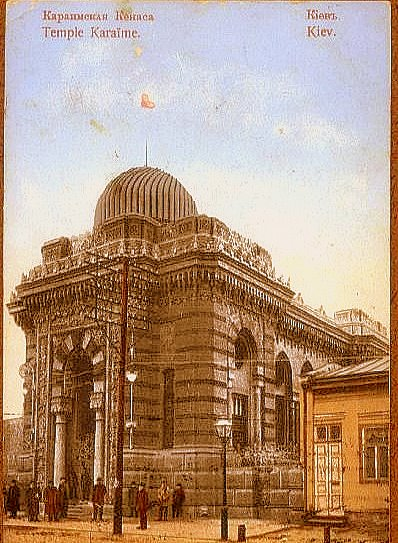
Il tempio agli inizi del Novecento
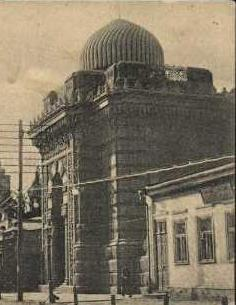
La sinagoga in una foto del 1910

Il disegno e lo stile della sinagoga di Kiev furono così ammirati da ispirare direttamente il disegno e lo stile della sinagoga caraita di Vilnius in Lituania, costruita tra il 1911 e il 1923.
Nel 1926 però la sinagoga di Kiev fu confiscata dalle autorità sovietiche, che la destinarono ad ospitare associazioni culturali. Dal 1952 funzionò come cinema. Fu restaurata nel 1968 e dal 1981 divenne sede della Casa degli Attori, destinazione che conserva tuttora.
Col tempo l'edificio, situato su Yaroslaviv Val 7, ha subito danni, la cupola che si può ammirare nelle fotografie degli inizi del Novecento è andata perduta. Ci sono piani per ricostruirla e per un restauro complessivo dell'edificio, ma niente è stato finora deciso.

## Galleria d'immagini

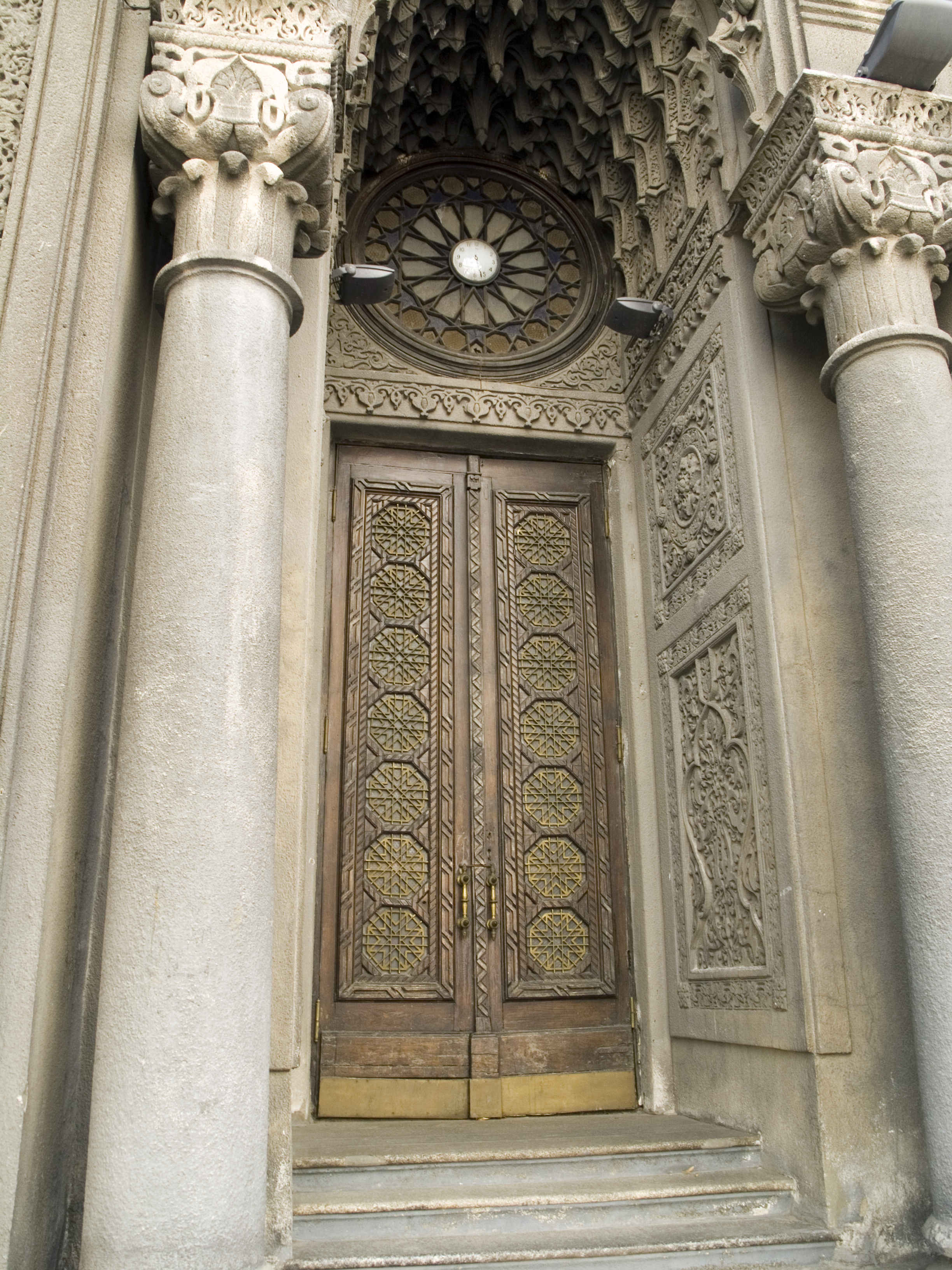
L'ingresso
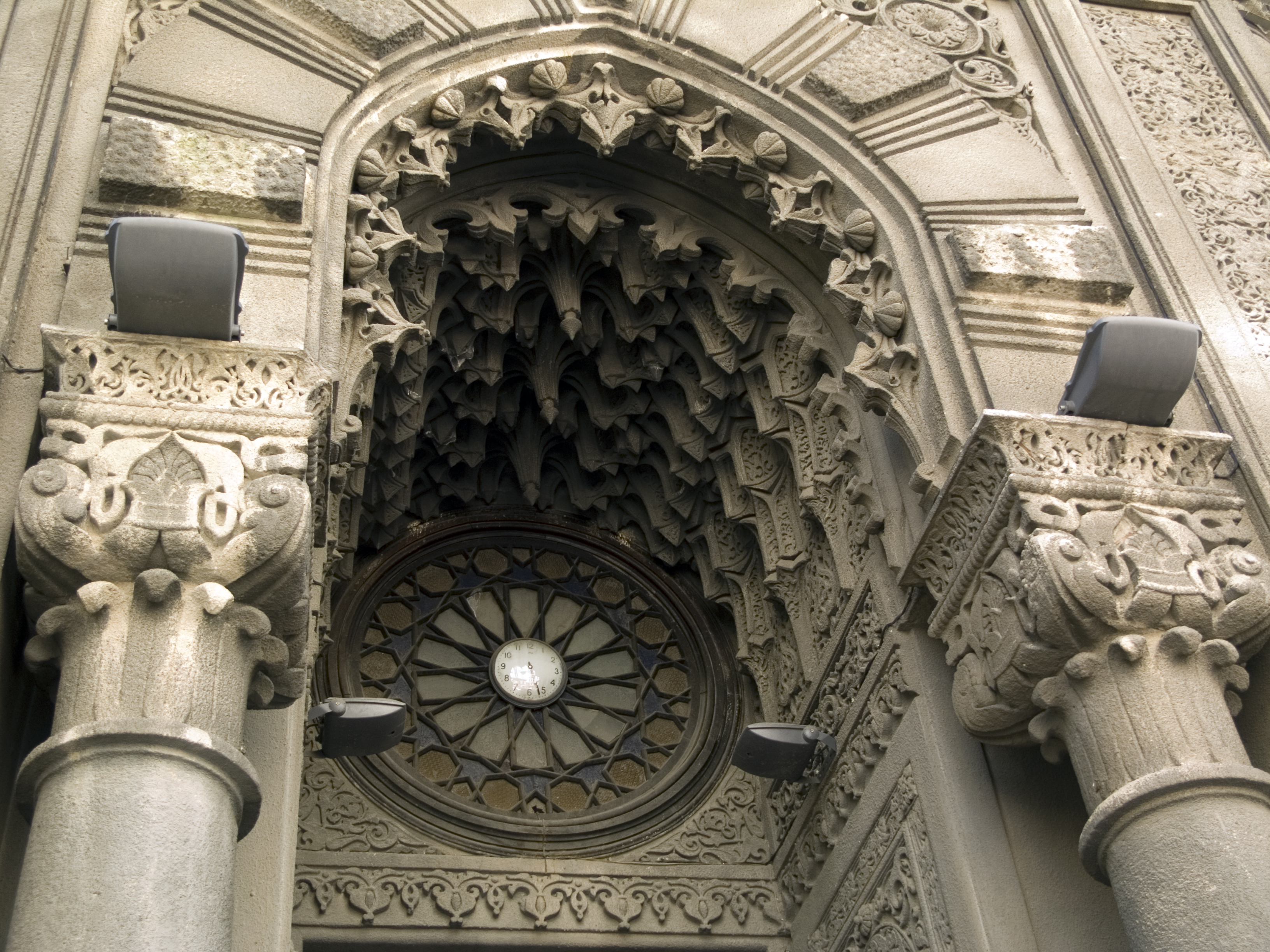
L'arco di entrata
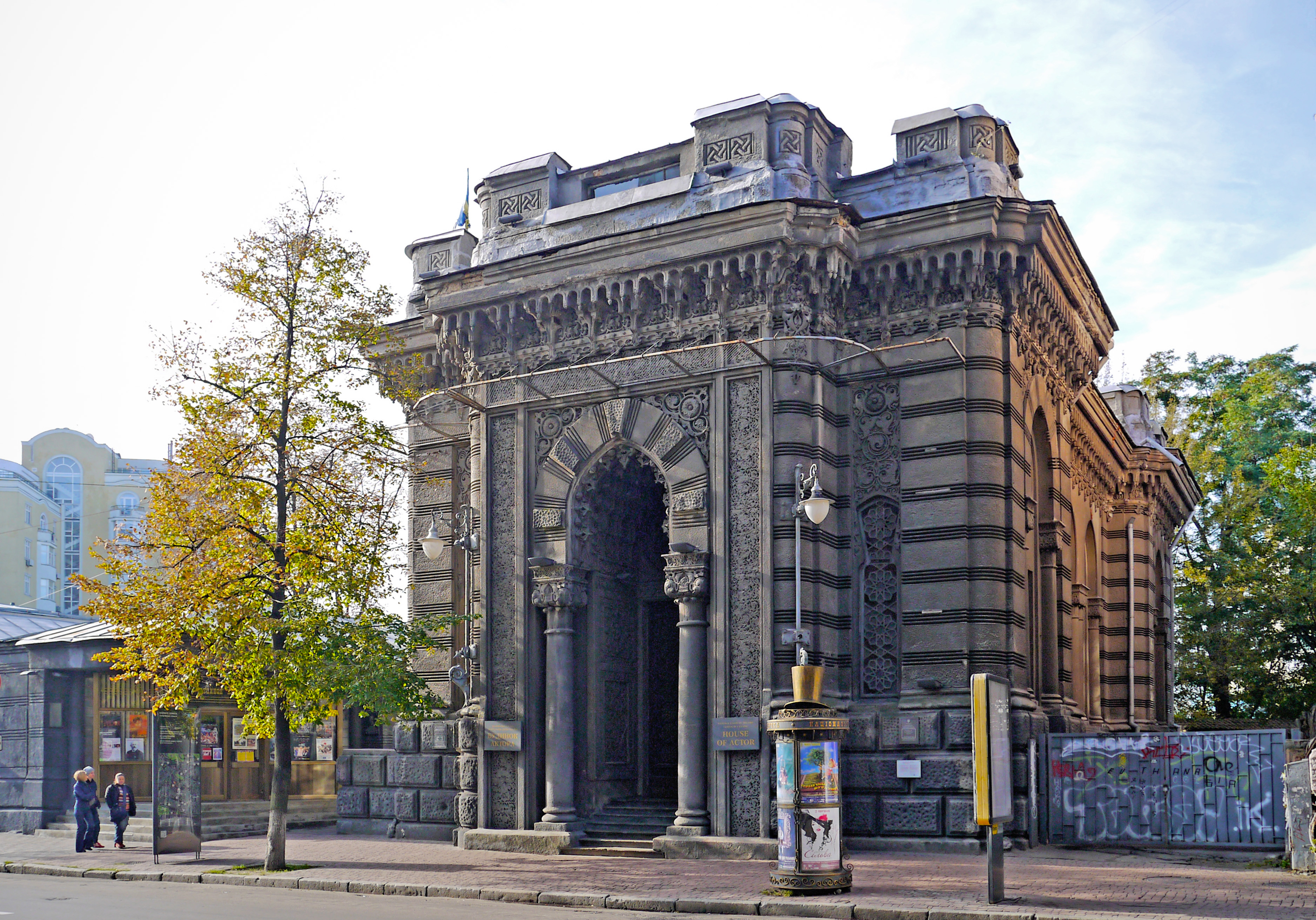
il fianco dell'edificio
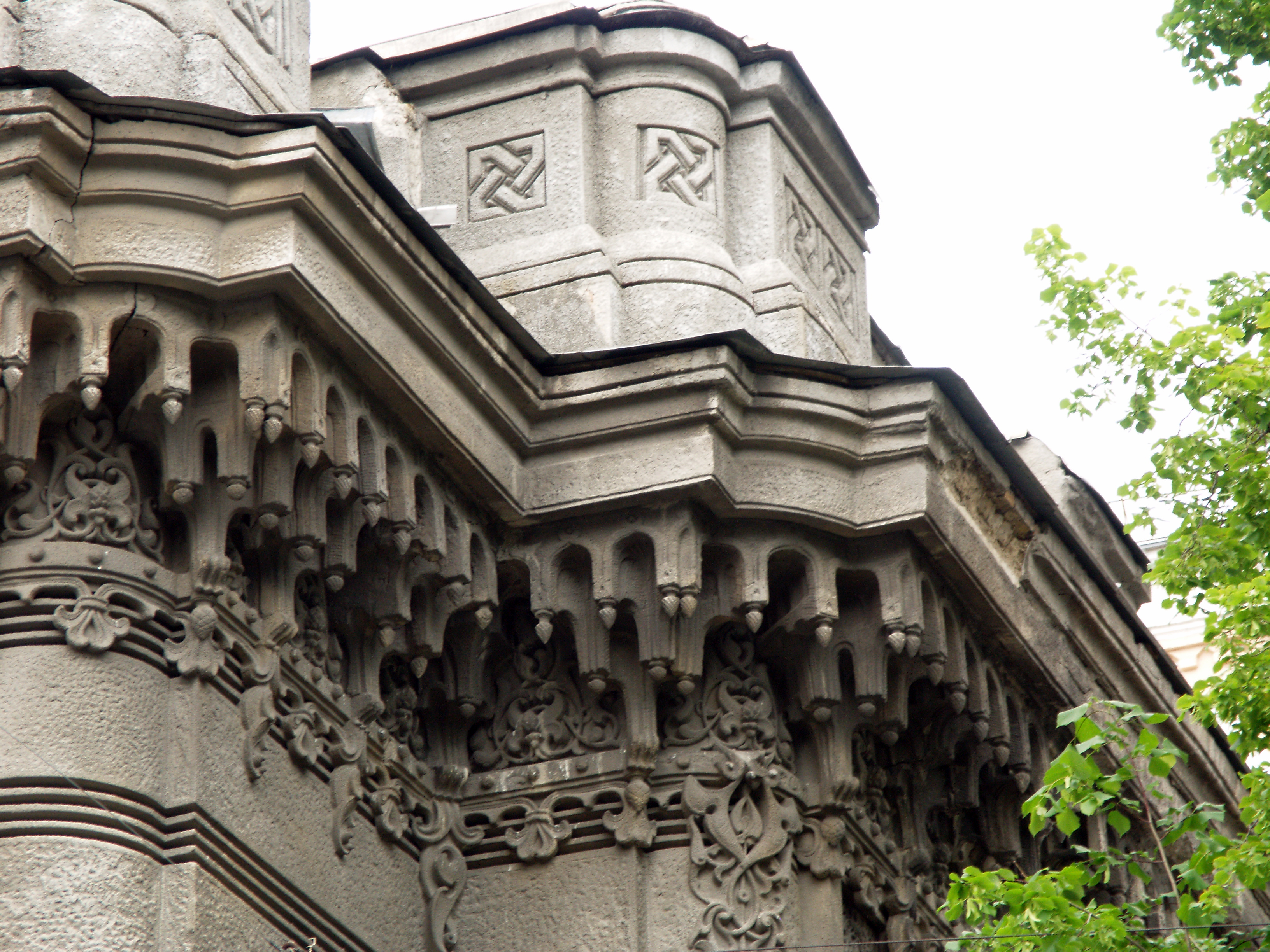
Decorazioni del fregio esterno